# Ronco Scrivia
Ronco Scrivia település Olaszországban, Liguria régióban, Genova megyében. Lakosainak száma 4151 fő (2023. január 1.). Ronco Scrivia Fraconalto, Isola del Cantone, Busalla és Voltaggio községekkel határos.

## Népesség
A település lakossága az elmúlt években az alábbi módon változott:
| Lakosok száma | 4376 | 4365 | 4151 |
|               | 2017 | 2018 | 2023 |